# Cảnh quan văn hóa của Uramanat
Cảnh quan văn hóa của Uramanat hay Cảnh quan văn hóa của Hawraman là một Di sản thế giới được UNESCO công nhận tại Iran. Phong cảnh miền núi hẻo lánh này là minh chứng cho văn hóa truyền thống của người Hawrami, một bộ tộc người Kurd sống chủ yếu dựa vào hoạt động canh tác nông nghiệp trong khu vực này từ khoảng năm 3.000 TCN. Địa điểm này nằm ở trung tâm của dãy núi Zagros thuộc các tỉnh Kermanshah và Kurdistan, dọc theo biên giới phía tây của Iran.
Các làng Uramanat nằm ở các tỉnh Kermanshah, Kurdistan thuộc Iran và tỉnh Halabja thuộc Kurdistan, Iraq. Chúng mang nét kiến trúc, lối sống, phương pháp canh tác độc đáo. Các làng hòa hợp với thiên nhiên bằng cách kết hợp nông nghiệp trên các sườn núi có độ dốc lớn. Có tổng cộng 12 ngôi làng được đưa vào danh sách di sản thế giới minh họa về sự thích ứng của người Hawrami trong bối cảnh khan hiếm đất sản xuất ở vùng núi qua nhiều thiên niên kỷ.

## Lịch sử
Bằng chứng khảo cổ học sớm nhất cho thấy con người đã cư trú tại đây từ thời đại đồ đá cũ giữa (hơn 40.000 năm trước). Bằng chứng này được các nhà khảo cổ học phát hiện tại làng Hajij nằm giữa các làng Naw và Asparez trong thung lũng Sirwan. Một số bằng chứng khác về sự chiếm đóng của con người vào thời kỳ đồ đá cũ muộn được phát hiện trong một hang động có tên là Kenacheh ở thung lũng Perdi Mala. Tất cả những phát hiện này được khai quật trong Chương trình trục vớt khảo cổ học Đập Darian qua nhiều lần khảo sát và khai quật khu vực hồ chứa dẫn đến việc tìm ra một số địa điểm quan trọng này. Các địa điểm khai quật chính là Dārāi Rockshelter (đồ đá cũ giữa), Kenācheh (đồ đá cũ muộn), mộ Ruwār (đồ sắt), Sar Cham (đồ đá cũ và đồ sắt) và Barda Mār (thế kỷ 19). Ngoại trừ Ruwār thì tất cả các địa điểm còn lại đều ngập lụt trong giai đoạn 2015-16.
Bia khắc của Sargon II tại đèo Tang-i Var, gần làng Tang-i Var cho thấy khu vực này đã bị người Assyria chiếm đóng trong các chiến dịch quân sự của họ vào dãy núi Zagros. Đây là chữ khắc hoàng gia của vua Assyria Sargon II (721–705 TCN).
Một cổ vật đáng chú ý khác là bộ ba Giấy da của Avroman được tìm thấy vào năm 1909 trong một hang động ở Hawraman. Trong số ba cuốn thì có hai được ghi chép tiếng Hy Lạp Koine và cái còn lại là tiếng Parthia. Các tài liệu có niên đại từ năm 88/87 TCN đến năm 33 TCN ghi lại việc bán một vườn nho và một vùng đất khác, trong đó có nhắc đến cái tên Pātaspak là con trai của Tīrēn và Awīl là con trai của Baænīn.
Địa điểm này đã được ghi vào danh sách di sản dự kiến từ ngày 9 tháng 8 năm 2007. Đến ngày 27 tháng 7 năm 2021, nó chính thức trở thành Di sản thế giới của nhân loại.